# Carl Anton Larsen

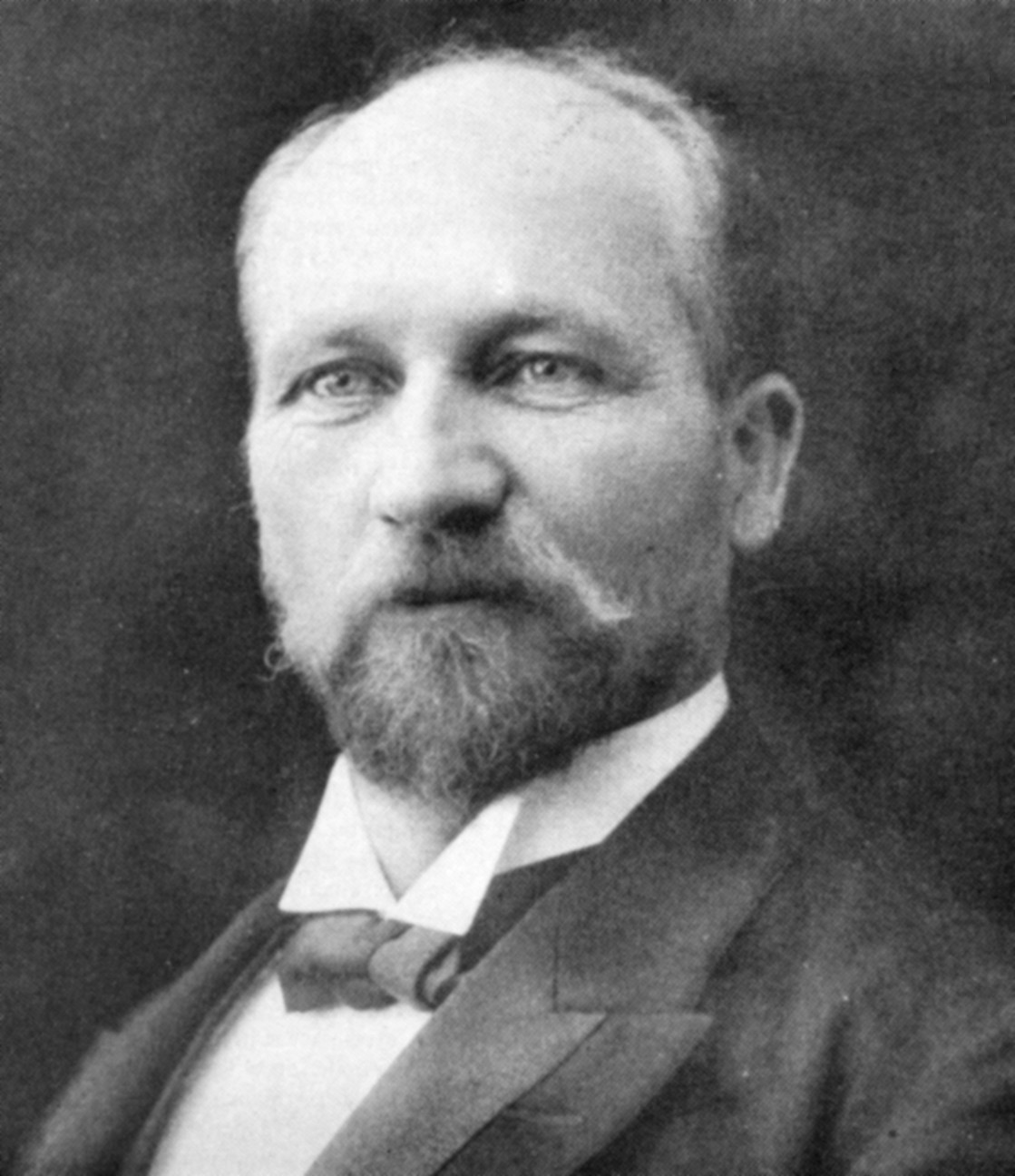
Carl Anton Larsen

Carl Anton Larsen (Østre Halsen (bij Larvik), 27 augustus 1860 - Rosszee (Antarctica), 8 december 1924) was een Noors walvisvaarder en poolonderzoeker. Hij stichtte in 1904 de plaats Grytviken op het eiland Zuid-Georgië.

## Biografie
Carl Anton Larsen werd geboren in Østre Halsen, een paar kilometer zuidoostelijk van Larvik in de toenmalige gemeente Tjølling. Hij was de zoon van de Noorse walvisvaarder kapitein Ole Christian Larsen en zijn vrouw Ellen Andrea Larsen-Thorsen. Zijn familie verhuisde naar het nabijgelegen Sandefjord, het centrum van de Noorse walvisvaart.
Al op veertienjarige leeftijd voer Larsen met zijn vader op zee. Hij leidde van 1892 tot 1894 een expeditie naar Antarctica. De expeditie ontdekte op het Antarctisch Schiereiland en op het Seymour-eiland fossielen van planten, die bewezen dat Antarctica ooit een veel warmer klimaat moet hebben gehad. Vanaf 1895 was hij kapitein van het schip Antarctic, waarmee de Zweedse Antarctica-expeditie (1901-1904) onder leiding van Otto Nordenskjöld naar Antarctica voer. Het schip liep echter in de Weddellzee op een ijsberg en zonk. De bemanning moest op Paulet eiland onder zware omstandigheden overwinteren.
In 1904 stichtte Larson op het eiland Zuid-Georgië (voor de kust van het Antarctisch Schiereiland) een walviskolonie. De onderneming (Compañía Argentina de Pesca) werd gefinancierd met Argentijns, Noors en Brits kapitaal.
Zijn schoonzoon Ludwig Kohl-Larson (1884-1969) was een Duits arts en onderzoeksreiziger.
De aan de oostkust van het Antarctisch Schiereiland gelegen Larsen-ijsplaat is naar Larsen genoemd.